# HD111904
HD111904 — хімічно пекулярна зоря спектрального класу B9, що має видиму зоряну величину в смузі V приблизно  5,8.
Вона  розташована на відстані близько 4026,6 світлових років від Сонця.

## Пекулярний хімічний склад
Зоряна атмосфера HD111904 має підвищений вміст 
Si
.